# Home Nations Championship 1904
Home Nations Championship 1904 – dwudziesta druga edycja Home Nations Championship, mistrzostw Wysp Brytyjskich w rugby union, rozegrana pomiędzy 9 stycznia a 19 marca 1904 roku. W turnieju zwyciężyła Szkocja, która obroniła tytuł sprzed roku.
Zgodnie z ówczesnymi zasadami punktowania przyłożenie i karny były warte trzy punkty, podwyższenie dwa, natomiast pozostałe kopy cztery punkty.

## Mecze
| 9 stycznia 1904 | Anglia                                                  | 14:14(6:0) | Walia                                            | Welford Road, Leicester Sędzia: James Findlay |
| 9 stycznia 1904 | Brettargh 3 (P) Elliot 6 (2P) Stout 2 (pd) Gamlin 3 (K) | 14:14(6:0) | Llewellyn 3 (P) Morgan 3 (P) Winfield 8 (2pd, G) | Welford Road, Leicester Sędzia: James Findlay |

| 6 lutego 1904 | Walia                                                               | 21:3(13:0) | Szkocja   | St. Helen's Ground, Swansea Sędzia: F. Nicholls |
| 6 lutego 1904 | Brice 3 (P) Gabe 3 (P) Jones 3 (P) Morgan 3 (P) Winfield 9 (3pd, K) | 21:3(13:0) | Orr 3 (P) | St. Helen's Ground, Swansea Sędzia: F. Nicholls |

| 13 lutego 1904 | Anglia                                         | 19:0(3:0) | Irlandia | Rectory Field, Blackheath Sędzia: Thomas Williams |
| 13 lutego 1904 | Moore 6 (2P) Simpson 3 (P) Vivyan 10 (2P, 2pd) | 19:0(3:0) |          | Rectory Field, Blackheath Sędzia: Thomas Williams |

| 27 lutego 1904 | Irlandia      | 3:19(0:3) | Szkocja                                                              | Lansdowne Road, Dublin Sędzia: William Williams |
| 27 lutego 1904 | Moffatt 3 (P) | 3:19(0:3) | Bedell-Sivright 6 (2P) MacDonald 7 (P, 2pd) Simson 3 (P) Timms 3 (P) | Lansdowne Road, Dublin Sędzia: William Williams |

| 12 marca 1904 | Irlandia                                               | 14:12(6:3) | Walia                                    | Balmoral Showgrounds, Belfast Sędzia: James Findlay |
| 12 marca 1904 | Tedford 6 (2P) Thrift 3 (P) Wallace 3 (P) Parke 2 (pd) | 14:12(6:3) | Gabe 3 (P) Morgan 6 (2P) Pritchard 3 (P) | Balmoral Showgrounds, Belfast Sędzia: James Findlay |

| 19 marca 1904 | Szkocja                       | 6:3(3:0) | Anglia       | Inverleith, Edynburg Sędzia: Sam Lee |
| 19 marca 1904 | Crabbie 3 (P) MacDonald 3 (P) | 6:3(3:0) | Vivyan 3 (P) | Inverleith, Edynburg Sędzia: Sam Lee |

## Inne nagrody
- Calcutta Cup –  Szkocja (po zwycięstwie nad Anglią)
- Drewniana łyżka –  Irlandia (za zajęcie ostatniego miejsca w turnieju)